# Венгерская гвардия
Венгерская гвардия (венг. Magyar Gárda Mozgalom; [ˈmɒɟɒr ˈgaːrdɒ 'mozgɒlom]) — праворадикальная военизированная организация в Венгрии, тесно аффилированная с националистической Партией за лучшую Венгрию (Йоббик). В настоящее время формально распущена. Может описываться как неофашистская или неонацистская.
Организация была создана в августе 2007 года. Одним из основателей движения был Габор Вона, руководитель «Йоббик». Декларированные цели организации, зарегистрированной как культурно-просветительская, — «физическая, моральная и духовная защита Венгрии». Своими главными противниками члены организации видели цыган, евреев, лиц нетрадиционной сексуальной ориентации и находившуюся тогда у власти Венгерскую социалистическую партию во главе с Ференцем Дьюрчанем. В атрибутике Венгерской гвардии прослеживалось сходство с символикой нацистской партии Скрещённые стрелы, правившей в Венгрии в последние месяцы Второй мировой войны.
Активисты Гвардии проводили сборы и организовывали шествия против цыганской преступности. Отдельных активистов организации обвиняли в убийствах цыган и поджогах их домов. 16 декабря 2008 года партия была распущена судом Будапешта; летом 2009 года запрет был подтверждён. Тем не менее, члены организации продолжают проводить шествия и сборы, а избранный в парламент Венгрии Габор Вона появляется на заседаниях в униформе Венгерской гвардии.